# 阿拉尔孔
阿拉尔孔，是西班牙卡斯蒂利亚-拉曼恰昆卡省的一个市镇。总面积120平方公里，总人口184人（2001年），人口密度2人/平方公里。